# La Pomme (Marseille)
Pour les articles homonymes, voir La Pomme.
La Pomme est un quartier de Marseille, dans le 11e arrondissement.
Il est situé sur la rive droite de l'Huveaune, entouré par les quartiers Saint-Pierre, Saint-Jean du Désert, les Caillols et Saint-Marcel. Avec 17 787 habitants en 2012, il est, après Sainte-Marguerite et Saint-Barthélemy le troisième quartier le plus peuplé de Marseille.

## Situation et accès
Le quartier de la Pomme s'est développé autour d'un ancien noyau villageois, le long de la « petite route d'Aubagne » (D2 des Bouches-du-Rhône), à 2 kilomètres du périmètre ancien de Marseille. Aujourd'hui, ce noyau originel existe toujours, mais l'urbanisation a remplacé les anciennes propriétés campagnardes ou agricoles par des lotissements de villas ou des ensembles immobiliers : Air-Bel, Parc Bel-Ombre, la Grognarde, etc. La plus grande partie des immeubles du « centre urbain des Caillols » se situe d'ailleurs dans le 11e arrondissement, donc dans le quartier de la Pomme, et non dans celui des Caillols (12e arrondissement).
La Pomme est desservi par les lignes de bus RTM n° 12, 12b, 12s, 40, 91, par la ligne départementale 240 (Marseille - Aubagne), et par la ligne T1 du tramway de Marseille (Noailles - Les Caillols).
La voie ferrée Marseille - Toulon traverse le village de la Pomme ; la gare de La Pomme est desservie par les TER-PACA de la relation Marseille - Aubagne.

## Histoire

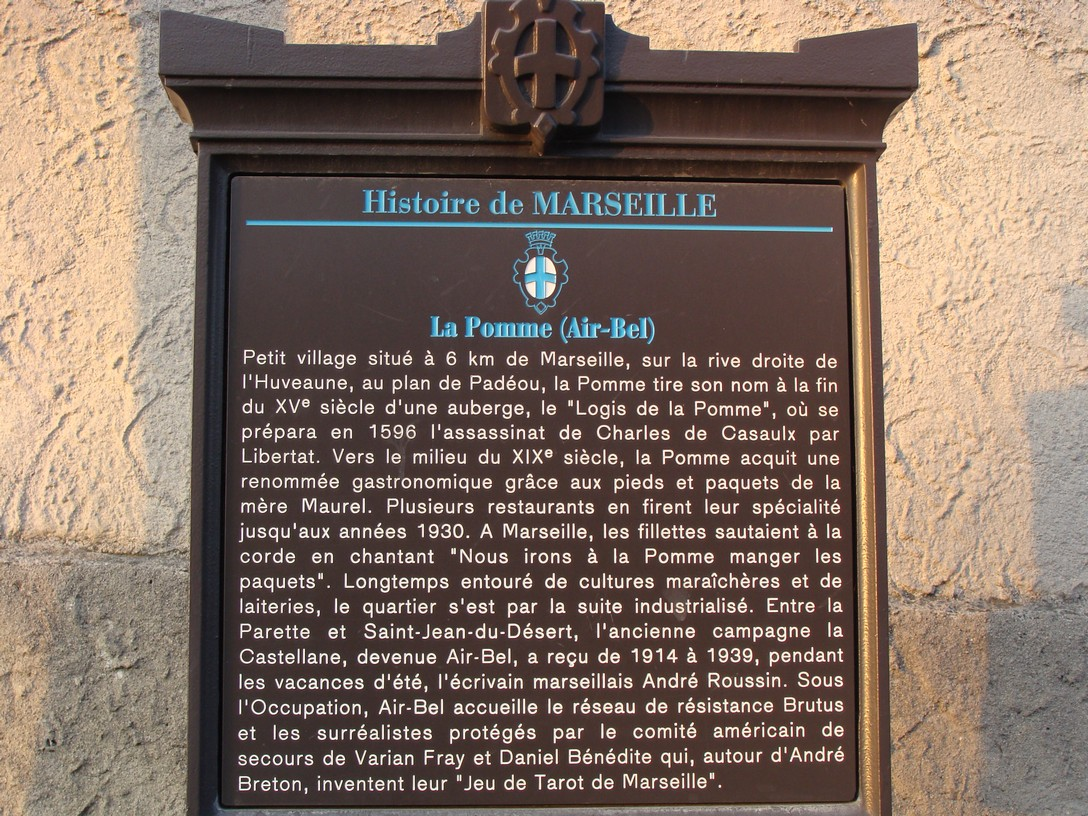
Panneau municipal d'information sur l'histoire de La Pomme, situé à l'entrée du village.

Un registre de la cathédrale de la Major, datant de 1664, répertorie un village nommé la Pomme à 5,5 kilomètres de Marseille. Ce toponyme existe depuis le tout début du XVIe siècle. À cette époque, un aubergiste inconnu créait un logis, c'est-à-dire une auberge, un relais, où l'on pouvait trouver « le gîte et le couvert ». Le lieu où existait l'établissement prend le nom de Logis de la Pomme puis peu à peu La Pomme, nom figurant sur les limites de la paroisse de Saint-Marcel dès 1517 et sur les registres de la cathédrale de la Major. Ce logis se trouvait à l'emplacement de l’immeuble du 67 avenue Emmanuel Allard. 
Cet endroit portait depuis des siècles le nom général de Plan de Padéou (Plateau du Padeau), parce qu'il était à l’extrémité sud-est du plateau qui est aujourd'hui celui de la Grande Bastide - La Pommeraie. Plus précisément, cette partie de la rive droite de l'Huveaune était désignée depuis le IXe siècle par le nom d'un moulin créé par les moines de Saint-Victor, Le Moulin du Colombier. Le Colombier s’étendait de la Pomme à Saint-Loup et de l'Huveaune au chemin d'Aubagne (aujourd'hui avenue Mireille-Lauze et avenue Emmanuel-Allard). Ce nom demeurera dans les actes notariés jusqu'à la fin du XVIIIe siècle. Ce moulin se trouvait au sud-ouest  de l’ensemble immobilier Bel Ombre à 200 mètres environ. Le moulin qui deviendra Moulin de la Pomme était le deuxième moulin du Colombier (en amont) presque en face du logis de la Pomme. À peu près à la même époque (1499), sur le plateau du Padeau, les religieux Frères prêcheurs construisent une chapelle, premier lieu de culte du quartier. Cet endroit deviendra le hameau de Saint-Dominique, et le chemin adjacent, traverse Saint-Dominique. Aujourd'hui s'y dresse un ensemble d'HLM, La Dominique. 
En 1880, Louis Ginouvès invente une recette qui fera la renommée de la Pomme : les pieds paquets, cuisinés par la « mère Maurel » dans son restaurant le Chalet. Ce plat très apprécié était servi dans cinq restaurants vers 1900. Les Marseillais « de la ville » venaient déguster le plat en calèche, le dimanche, et à la belle saison allaient s’installer sur les bords de l'Huveaune. Une chanson, sur l'air d'Au clair de la lune commençait par : « Allons à la Pomme / manger les paquets 
et nous ferons comme / les vrais Marseillais ». 

### La villa Air-Bel
Située à l'entrée de la Pomme, la villa Air-Bel, où André Roussin passait ses vacances dans l'entre-deux-guerres, fut pendant l'Occupation allemande le refuge de nombreux Français en attente de départ vers les États-Unis. 
Le 14 août 1940, le journaliste américain Varian Fry arrive à Marseille en tant que représentant de l'Emergency Rescue Committee, francisé sous le sigle CAS pour « Centre américain de secours ». Aidé financièrement par une richissime héritière américaine, Mary Jayne Gold, et bénéficiant du patronage d'Eleanor Roosevelt, Varian Fry a pour mission de permettre à de nombreux intellectuels, savants ou personnalités politiques en danger de quitter la France pour les États-Unis. Pour animer ce comité, Varian Fry parvient à réunir entre dix et vingt personnes. Cherchant un endroit où se loger, la secrétaire particulière de Fry, Théo Bénédite et Mary Jayne Gold découvrent une bastide rectangulaire sur un terre-plein en terrasse inoccupée, « vaste maison au crépi qui s'écaille et qui se cache en haut d'une allée bordée de platanes prolongée par une voie plantée de gigantesques cèdres ». Le propriétaire de cette maison de dix-huit pièces (dont huit chambres et une bibliothèque de quarante mètres carrés) entièrement meublées et entourée d'un grand parc, est le docteur Thumin, qui vit en célibataire avec sa sœur dans le pavillon à côté. C'est Daniel Bénédite qui la loue pour le Comité. Les premiers occupants, outre Varian Fry, Théo et Daniel Bénédite et Mary Jayne Gold, sont l'écrivain Victor Serge, sa compagne Laurette et leur fils Vlady. Il suggère de recueillir André Breton, sa femme Jacqueline Lamba et leur fille Aube arrivés depuis peu à Marseille. L'équipe est aidée par Raymond Couraud, amant de Mary Jane Gold, qui agit comme passeur et apparaît comme une figure atypique dans ce milieu d'artistes.
Les dimanches après-midi, la villa reçoit d'autres artistes, surréalistes ou non : Arthur Adamov, Hans Bellmer, Victor Brauner, René Char, Frédéric Delanglade, Oscar Dominguez, Marcel Duchamp, Max Ernst, le photographe André Gomès, à qui l'on doit de nombreuses  photos de cette période, Peggy Guggenheim, Jacques Hérold, le comédien Sylvain Itkine, Wifredo Lam, André Masson, Péret, Tristan Tzara, Remedios Varo, Wols et Ylla (Camilla Koeffler).
Victor Serge : « Nous avions baptisé Espervisa le château délabré [...]. Breton y écrivait des poèmes dans la serre, au soleil de novembre. J’écrivais des pages de roman et ce n’était pas par amour de la « littérature » : il faut témoigner sur ce temps. »
La villa est détruite en 1986. La propriété a depuis laissé la place à une cité HLM.

### Le Jeu de Marseille
Au cours du mois de mars 1941, les surréalistes réunis à la villa Air-Bel créent collectivement un « Jeu de Marseille » inspiré du Tarot de Marseille. Le principe des séries traditionnelles est conservé mais les noms et les honneurs sont changés. Ainsi, les quatre couleurs ont pour symboles : la roue sanglante (= Révolution), la flamme (= Amour), l'étoile noire (= Rêve), la serrure (= Connaissance). Les figures Roi et Dame deviennent « Génie » ou « Mage » et « Sirène » (il n'y a pas de valet) et représentent une personnalité historique ou un personnage de la littérature comme Alice de Lewis Carroll, Sigmund Freud ou Hegel... Composé de vingt cartes dessinées, entre autres, par Victor Brauner, André Breton, Max Ernst, le jeu « reflète la mythologie et les préoccupations propres de chacun des surréalistes ».

## Habitat

### Groupe Air-Bel
Air-Bel est un ensemble de HLM géré par les groupes Logirem et Unicil. Ce groupe d’habitations de 1199 logements sociaux a été construit entre 1971 et 1973 sur un terrain de 18 ha, à la suite de l'obtention du permis de construire du projet Air Bel (intitulé « opération Vallée de l’Huveaune ») en 1968. Avec plus de 76 bâtiments, 4 tours et deux groupes scolaires, elle est la plus vaste cité de Marseille[réf. nécessaire].